# Maurens-Scopont
Maurens-Scopont è un comune francese di 178 abitanti situato nel dipartimento del Tarn nella regione dell'Occitania.

## Società

### Evoluzione demografica
Abitanti censiti